# Nevtropenija
Nevtropenija pomeni nenormalno znižanje števila nevtrofilcev (vrste belih krvničk) v krvi. Nevtrofilci predstavljajo 50–70 % vseh po krvi krožečih belih krvničk ter se pri okužbi prvi odzovejo in uničujejo povzročitelje. Zatorej so bolniki z nevtropenijo občutljivejši za okužbe. Ker predstavljajo večino belih krvničk, pogosto nevtropenijo kar enačijo z levkopenijo.
Nevtropenija je lahko akutna ali kronična, odvisno od njenega trajanja. Če znižanje števila nevtrofilcev traja dlje od treh mesecev, govorimo o kronični nevtropeniji. 
Obstajajo različni vzroki za nastanek nevtropenije, ki pa jih lahko v grobem razdelimo v dve skupini: zmanjšano proizvodnjo nevtrofilcev ali njihova pospešena razgradnja. Zdravljenje je odvisno od vzroka.

## Razvrščanje
Glede na število nevtrofilcev v mikrolitru krvi lahko razvrstimo nevtropenijo v tri stopnje:
- blaga nevtropenija (1000 < št. nevtrofilcev < 1500) – majhno tveganje za okužbo
- zmerna nevtropenija (500 < št. nevtrofilcev < 1000) – zmerno tveganje za okužbo
- huda nevtropenija (št. nevtrofilcev < 500) – visoko tveganje za okužbo.

Zgornje vrednosti veljajo za belce; pri črncih je blaga nevtropenija normalna in pri njih o nevtropeniji običajno govorimo pri številu nevrofilcev, nižjem od 1200 na mikroliter.

## Znaki in simptomi
Nevtropenija lahko ostane dolgo časa neopažena; često jo odkrijejo šele, ko pride do resne okužbe ali sepse.
Nekateri od skupnih simptomov pri nevtropeniji:
- vročina
- pogoste okužbe zaradi okrnjenega odpora organizma
- razjede v ustih
- driska
- pekoč občutek med mokrenjem
- nenavadna rdečina, bolečina in oteklina okoli rane*vneto žrelo
- zadihanost
- mrzlica

## Diagnoza
Nevtropenija se odraža na krvni sliki. Z natančnejšo diagnozo so potrebne še nadaljnje preiskave; pri hujših oblikah nevtropenije je pogosto potrebna biopsija kostnega mozga.

## Vzroki
- Zmanjšana proizvodnja nevtrofilcev v kostnem mozgu:
  - aplastična anemija
  - rak, zlasti krvne oblike raka
  - nekatera zdravila
  - določene dedne bolezni (npr. kongenitalna nevtropenija, ciklična nevtropenija)
  - sevanje
  - pomanjkanje vitamina B12 in/ali folne kisline
- Povečana razgradnja:
  - avtoimunska nevtropenija
  - kemoterapija
  - dializa

Pogosto pride do blage nevtropenije pri virusnih okužbah.

## Zdravljenje
Pri nevtropeniji ne poznamo enotnega in idealnega načina zdravljenja. Pogosto je učinkovito dajanje granulocite granulocite stimulirajočega dejavnika. Sicer je zdravljenje odvisno tudi od vzroka.